# Ратланд (Охајо)
Ратланд (енгл. Rutland) град је у америчкој савезној држави Охајо.

## Демографија
По попису из 2010. године број становника је 393, што је 8 (-2,0%) становника мање него 2000. године.
| Група             | 2000.       | 2010.       |
| Белци             | 398 (99,3%) | 385 (98,0%) |
| Афроамериканци    | 0 (0,0%)    | 0 (0,0%)    |
| Азијати           | 0 (0,0%)    | 0 (0,0%)    |
| Хиспаноамериканци | 1 (0,2%)    | 4 (1,0%)    |
| Укупно            | 401         | 393         |